# Didier Domi
Didier Arsène Marcel Domi (* 2. Mai 1978 in Sarcelles, Val-d’Oise) ist ein ehemaliger französischer Fußballspieler.

## Karriere
1994 kam Domi in die Jugend des französischen Fußballklubs Paris Saint-Germain. Im Januar 1996 gab er sein Debüt für die Mannschaft. In den kommenden drei Jahren wurde Domi zum Stammspieler innerhalb der Mannschaft.
Im Januar 1999 wechselte er für 6 Millionen Pfund zu Newcastle United. Nach einem guten Start, verlor man das Interesse an ihm und er wechselte 2001 zurück nach Paris Saint-Germain. In der Saison 1999/2000 erzielte er drei Ligatore für Newcastle. Aufgrund von Verletzungen wurde in der Saison 2003/2004 an Leeds United verliehen, um wieder Spielpraxis aufbauen zu können.
Im Sommer 2004 wechselte er zu Espanyol Barcelona und schaffte erst in seiner letzten Saison in Spanien einen festen Platz in der Mannschaft zu bekommen.
2006 wechselte Domi erneut und zwar zu Olympiakos Piräus. Bei den Griechen war er vier Jahre lang fester Bestandteil der Abwehr und konnte dreimal hintereinander mit der Mannschaft griechischer Meister werden.
2011 spielte der Abwehrspieler für New England Revolution.